# Michael Tomasello
Michael Tomasello (Bartow, 18 gennaio 1950) è uno psicologo statunitense.

## Biografia
Attualmente, Tomasello è stato a lungo co-direttore del Max Planck Institut per l'Antropologia Evoluzionistica a Lipsia, Germania, ed è ora professore di Psicologia alla Duke University di Durham nella Carolina del Nord.
Il suo lavoro si centra sui processi cognitivi e culturali unici che distinguono gli umani  dai loro più vicini parenti genetici, i primati e in particolare le grandi scimmie (gorilla, bonobo o scimpanzé).   Confrontando lo sviluppo cognitivo delle scimmie e dei bambini umani, in particolare dal punto di vista della collaborazione fra di loro (comunicazione o nei giochi), Tomasello si è concentrato negli ultimi anni sulla intenzionalità condivisa. La sua teoria è che solamente gli uomini, in tutto il regno animale, sono capaci di costruire una rete di legami e motivazioni nei gruppi che sono alla base della comunicazione; in pratica, solo il genere Homo è capace di condividere spontaneamente informazione. La ricerca sullo sviluppo dei bambini ha dimostrato che questi mettono in atto abbastanza presto (verso un anno di età) una serie di automatismi che permettono loro di condividere le loro esperienze: intenzioni comuni, attenzione condivisa, collaborazione, motivazioni proto-sociali e regole di gruppo.
Uno studio di Tomasello, legato a quello della nascita e dello sviluppo della collaborazione fra gli umani, è focalizzato sull'acquisizione del linguaggio da parte dei bambini, in particolare quando è messo in relazione con l'apprendimento e il processo di culturalizzazione. Tomasello è critico verso il concetto di grammatica universale, portato avanti da Noam Chomsky. L'idea di una grammatica universale innata, comune a tutti gli uomini, è sostituita da una teoria del linguaggio funzionale, basata sullo sviluppo filogenetico e ontogenetico dell'uomo: i bambini apprendono a comunicare grazie alle caratteristiche sociali innate dell'uomo e perfezionano questa capacità di parlare grazie al processo di apprendimento promosso dai genitori o dalla società.  Il solo fatto che esistano più di 7000 lingue diverse sulla Terra, alcune con strutture grammaticali radicalmente distinte, è per Tomasello un altro indice dell'assenza di una grammatica codificata nel cervello sin dalla nascita.
Tomasello sostiene che gran parte delle conoscenze e delle competenze cognitive dell'uomo sono dovute a processi storico-culturali e non ad adattamenti biologici specializzati.